# Andrea Balletti
Andrea Balletti (Reggio Emilia, 14 ottobre 1850 – Reggio Emilia, 24 aprile 1938) è stato uno storico, letterato e avvocato italiano.
Importante storico locale, fu uno dei principali esponenti della cultura reggiana tra il XIX ed il XX secolo.

## Biografia
Ultimo di sette fratelli, Andrea Balletti nacque nel popolare quartiere del Borgo Emilio da una famiglia umile e di sentimenti patriottici. Allievo dello storico locale Antonio Aleotti, completò gli studi ginnasiali e liceali per poi iscriversi nel 1867 alla Regia Università di Modena. Laureatosi in legge con il massimo dei voti e la lode il 14 luglio 1871, iniziò l'anno successivo l'attività di giornalista dirigendo il settimanale reggiano La Settimana e collaborando col quotidiano L'Italia Centrale e con il periodico modenese il Gazzettino dell'Operaio. Nel 1873 fu assunto alla scuola tecnica del convitto di Reggio come professore di lettere, mentre l'anno successivo vinse un concorso come insegnante di economia politica presso il R. Istituto Tecnico di Ferrara. Nel gennaio 1875 vinse un concorso per un posto da professore ordinario presso il R. Istituto Tecnico della sua città natale. Cinque anni più tardi vinse un premio in denaro dell'Accademia Nazionale dei Lincei per uno studio sull'economista reggiano Gasparo Scaruffi. Dopo essere stato trasferito per alcuni anni presso le scuole tecniche di Piacenza, Balletti ottenne nel 1884 il posto da titolare presso l'Istituto Tecnico della sua città. 
Dopo aver scritto alcuni testi di carattere economico, Balletti nel 1886 pubblicò L'Abbate Giuseppe Ferrari-Bonini, dedicato alla figura del religioso reggiano e alle riforme del settecento. Sul finire del XIX secolo iniziò a dedicarsi allo studio della storia ebraica nei territori dell'ex-ducato estense. Dopo averne dato una prima pubblicazione nel 1913 (negli Atti e Memorie della Regia Deputazione di Storia Patria per le provincie modenesi), nel 1930 Balletti diede alle stampe Gli Ebrei e gli Estensi, un testo che illustra con precisione la genesi e lo sviluppo delle comunità israelitiche nel reggiano e nel modenese. Nell'aprile 1925 uscì la sua opera più celebre, la Storia di Reggio nell'Emilia, un testo sul quale Balletti lavorò per diciassette anni e che analizza la storia del territorio reggiano dalla preistoria al 1859. Il libro riscosse un grande successo tra il pubblico, nonostante si fossero alzate alcune critiche specie per quanto riguardava l'assenza di note bibliografiche. 
Nello stesso anno, dopo la morte di Naborre Campanini, fu eletto presidente della locale Deputazione di Storia Patria. Nel 1933 pubblicò la Storia di Reggio nell'Emilia narrata ai giovani e nel 1937, ormai quasi ottantenne, scrisse Le Quattro Castella, incentrato sulla storia del comune reggiano dove sovente si recava in villeggiatura. Gli ultimi anni della sua vita furono segnati da frizioni con i dirigenti fascisti di Reggio. Per questo motivo, nel 1934, il locale segretario del PNF Marcello Bofondi lo costrinse a dimettersi dalla presidenza della Deputazione di Storia Patria.

## Riconoscimenti
A Reggio Emilia, Albinea e Quattro Castella sono state intitolate strade alla memoria di Balletti. L'istituto comprensivo di Quattro Castella è stato dedicato nel 1965 ad Andrea Balletti.

## Opere

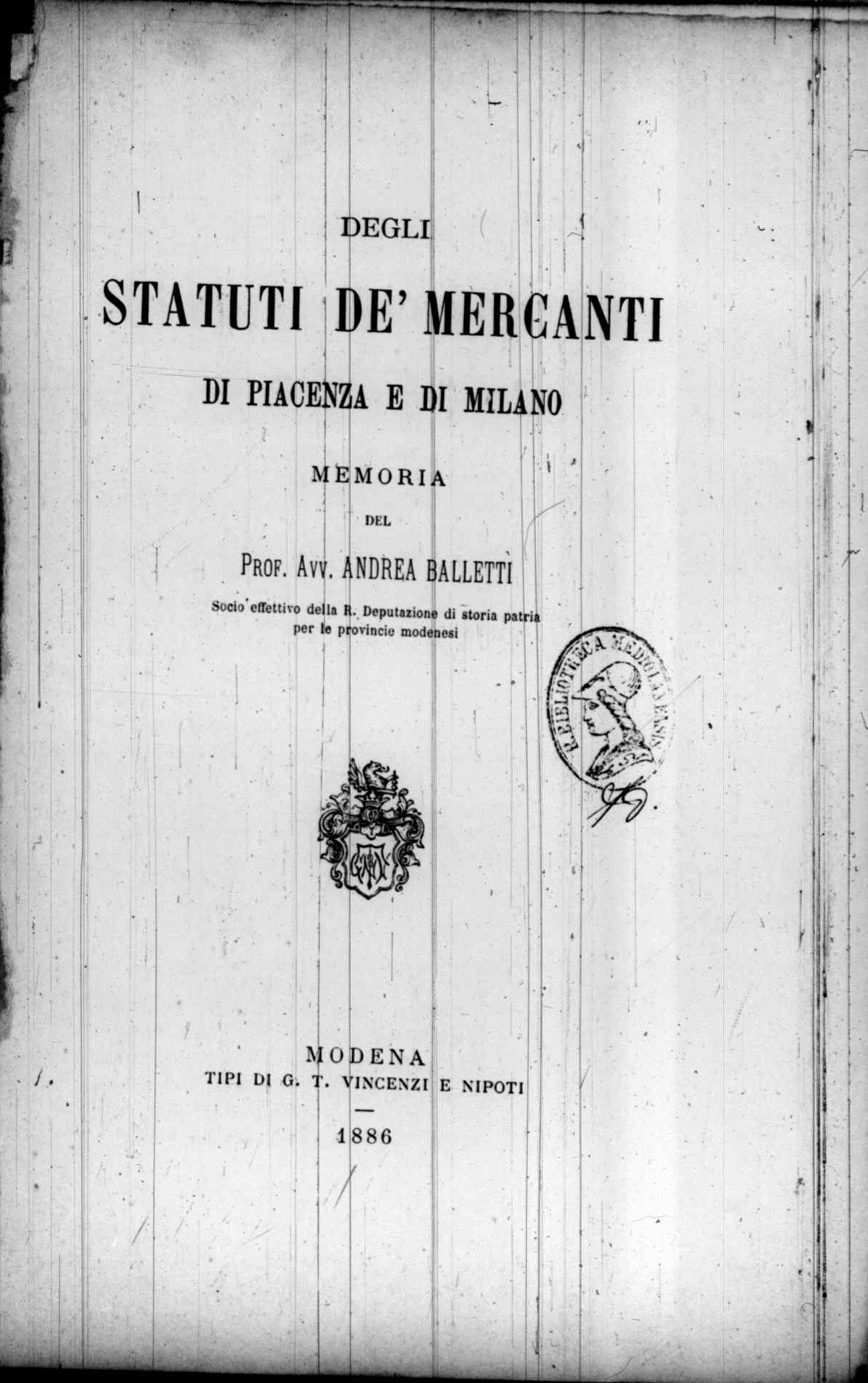
Degli statuti de' mercanti di Piacenza e di Milano, 1886

- Gasparo Scaruffi e la questione monetaria nel secolo XVI, Modena, G. T. Vincenzi e nipoti, 1882 [Premio Regia Accademia del Lincei, 20-12-1882].
- Degli statuti de' mercanti di Piacenza e di Milano, Modena, G. T. Vincenzi e nipoti, 1886.
- L'abbate Giuseppe Ferrari-Bonini e le riforme civili della beneficenza nel secolo XVIII, Reggio Emilia, Tipografia di Stefano Calderini e figlio, 1886.
- L'economia politica nelle accademie e ne' congressi degli scienziati (1750-1850): memoria onorata del premio Cossa dalla R. Accademia di scienze, lettere ed arti di Modena, Bologna, Forni, 1891.
- Le Mura di Reggio dell'Emilia, Reggio Emilia, Società anonima di arti grafiche, 1917.
- Storia di Reggio nell'Emilia, Reggio Emilia, Bonvicini, 1925.
- Gli Ebrei e gli Estensi, Reggio Emilia, Poligrafica Emiliana, 1930.
- Storia di Reggio Emilia narrata ai giovani, Reggio Emilia, Poligrafica Reggiana, 1933.
- Le Quattro Castella: memoria storica, Reggio Emilia, Officine grafiche Pedrini, 1937.
- Il pensiero economico nei ducati emiliani e negli stati pontifici dalle origini al 1848, postuma, Reggio Emilia, Edizioni Diabasis, 2008 ISBN 88-8103-437-9.
- Storia di Reggio nell'Emilia, parte seconda (dal 1861 al 1922), pubblicato postumo nel 1988.
- Notizie autobiografiche. 31 gennaio 1933 - marzo 1938, Reggio Emilia, Artigianelli, 1978.